# Affaire des écoutes téléphoniques en Grèce (2022)
Pour les articles homonymes, voir Affaire des écoutes.
L'affaire des écoutes téléphoniques de 2022 en Grèce (en grec moderne : Υπόθεση τηλεφωνικών παρακολουθήσεων/ Ypóthesi tilefonikón parakolouthíseon), parfois appelée le Watergate grec désigne l'affaire de la surveillance du téléphone portable du président du parti social-démocrate, le PASOK, Níkos Androulákis, ainsi que des téléphones portables de journalistes,  et éventuellement ceux de huit autres personnalités politiques en Grèce,,.
La surveillance de personnalités publiques par le Service national de renseignement (EYP) est découverte et publiée par les médias grecs au printemps 2022. Les téléphones portables de ces trois personnes ont été mis sous surveillance à l'aide du logiciel illégal nommé Predator, bien qu'il n'ait été installé avec succès que sur les téléphones des journalistes. Ces révélations sont suivies par les démissions du commandant du service de sécurité nationale, Panagióti Kondoléonta, et du secrétaire général du Premier ministre, Grigóri Dimitriádi.
Les principales questions soulevées par la révélation des événements met en évidence l'augmentation de la surveillance légale de 116% au cours des dix dernières années, l'augmentation générale de la surveillance de la vie des citoyens - rien qu'en 2021, 15 000 ordres de surveillance ont été émis et les dommages que ces tactiques causent à la fois aux droits de l'homme et à la démocratie.
Les journaux télévisés et les grands titres de la presse écrite ont ignoré pendant des mois ces écoutes téléphoniques, ne commençant à évoquer le sujet que lorsque la surveillance du dirigeant du Parti socialiste a été révélée. Seules des équipes de journalistes indépendants ont travaillé sur cette affaire. D'après Nikos Panagiotou, professeur associé de journalisme à l’université Aristote de Thessalonique, cela s’explique par le modèle économique des médias grecs, qui « dépendent d’aides gouvernementales ou de publicités d’entreprises, qui appartiennent à des oligarques, proches du pouvoir actuel, également propriétaires de clubs de football et de compagnies pétrolière ou maritime ». Pour ces oligarques, « les médias sont des instruments destinés à défendre leurs intérêts et, pour les journalistes qui y travaillent, il est difficile d’être critiques envers ces sociétés ou le gouvernement »

## L'affaire

### La surveillance de Stávros Malichoúdis
Stávros Malichoúdis découvre qu'il est surveillé grâce à l'enquête menée par le journaliste Dimítri Terzí pour le compte de l'Efimerída ton Syndaktón (el) (en français : Le journal des rédacteurs), publiée en novembre 2021 et intitulée Les citoyens sous surveillance par l'EYP. Stávros Malichoúdis constate l'existence d'un ordre de surveillance à l'encontre du journaliste qui tentait de localiser un garçon syrien de 12 ans, à Caux en France, dont le dessin avait été publié en couverture du journal Le Monde.